# Wolverine (Michigan)
Pour les articles homonymes, voir Wolverine (homonymie).
Wolverine est un village du comté de Cheboygan, dans l'État du Michigan, aux États-Unis. En 2020, il comptait une population de 309 habitants.